# La Cruche cassée (Greuze)
La Cruche cassée est un tableau de Jean-Baptiste Greuze (1725-1805), réalisé  vers 1771-1772, conservé à Paris au musée du Louvre.

## Description
Dans un tableau de forme ovale vertical (109 × 87 cm), l'unique personnage représenté est une jeune fille en robe blanche décolletée, à manches ballons, tenant une brassée de roses dans un pan de son tablier, coiffée d'un ruban avec trois fleurs, et avec une rose sur son corsage. Elle porte à son bras droit la cruche cassée, objet du tableau. Sur sa gauche, se trouve la fontaine où la jeune fille devait puiser l'eau. Elle présente le faciès d'une tête de lion à visage masculin par où l'eau s'écoule.
Mais à y regarder de plus près, la jeune fille n’est pas si innocente. Sa candeur est un peu exagérée : son fichu est dérangé laissant presque apparaître un sein, les roses qu’elle tient dans les mains sont un peu défleuries et rassemblées au niveau de ses hanches, tandis que son regard est hésitant. La fontaine peut être une image de sexe masculin. On peut imaginer que cette cruche cassée symbolise sa virginité perdue. Greuze mobilise cette symbolique dans Le Miroir brisé, Les Œufs cassés et Jeune fille qui pleure son oiseau mort.

## Historique
Le tableau provient d'une saisie révolutionnaire de 1794 dans le château de Louveciennes de la comtesse du Barry, laquelle avait commandé l'œuvre.
Une copie du tableau en mains privées a été volée par les Allemands durant la Seconde Guerre mondiale. Elle a été confiée au musée du Louvre en attente d'une restitution éventuelle (référence Musées nationaux récupération MNR 861). Elle n'est pas exposée.
Une esquisse préalable (RF 3801) est exposée à Paris au musée du Louvre.

Hommages
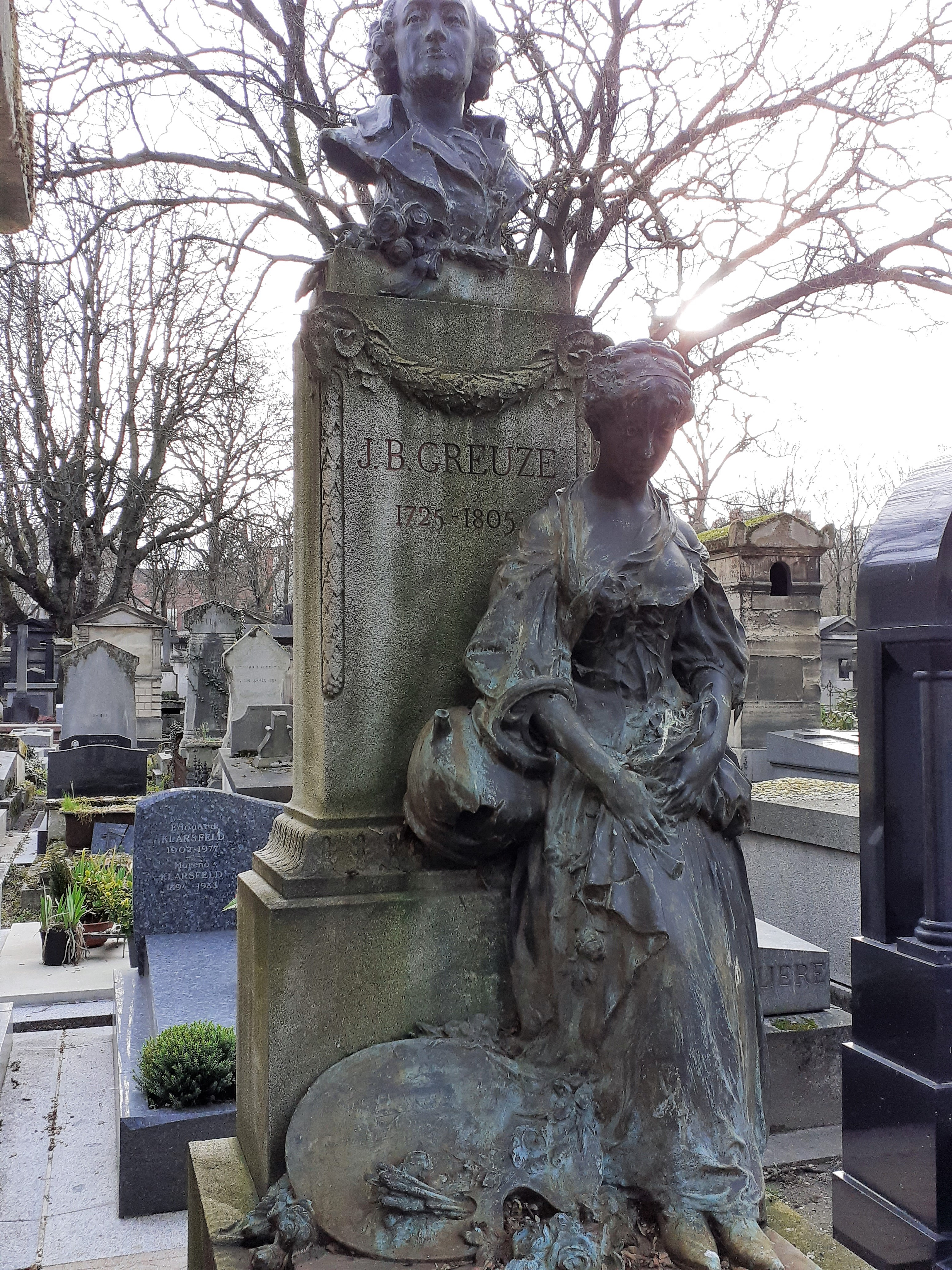
Ernest Dagonet, La Cruche cassée, d'après Greuze, ornant la tombe du peintre à Paris au cimetière de Montmartre.
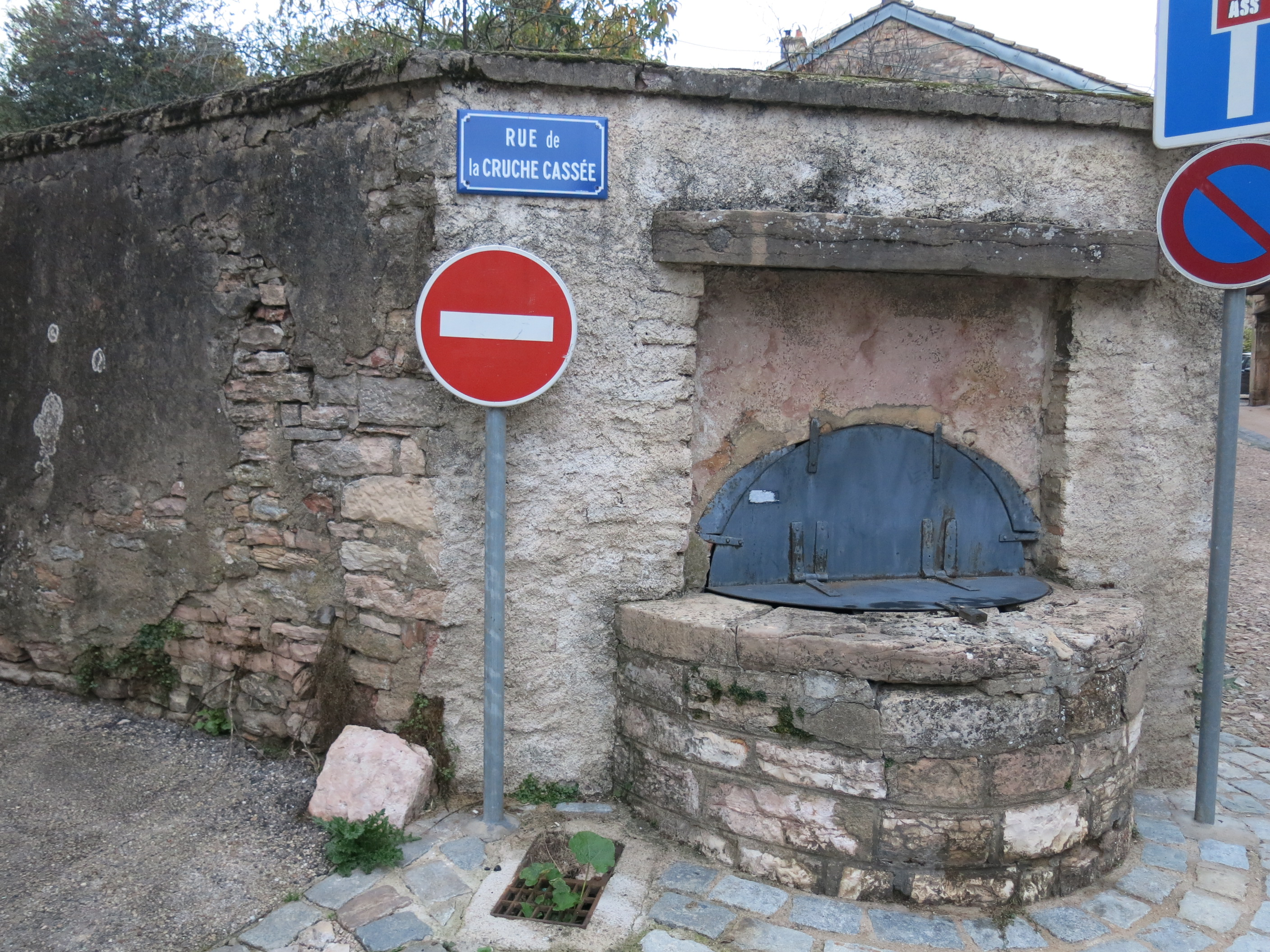
Une rue de Tournus porte le nom du tableau.